# Ненадович, Матфей
Матфей Ненадович (серб. Матеја Ненадовић, 26 февраля 1777, Бранковина — 11 декабря 1854, Валево) — сербский военный деятель, военачальник времён Первого сербского восстания, председатель сербского Правительствующего совета и дипломат.
Был сыном Алексы Ненадовича, погибшего от рук янычар во время событий, известных как «Резня князей». Вместе со своим дядей Яковом поднял сербское восстание в нахиях Валево и Шабац. Вёл переговоры с Россией и Османской империей, установив первые дипломатические контакты сербских повстанцев с иностранными государствами. Его «Мемуары» признаются ценными не только как литературное произведение, но и как важный исторический документ. В Сербии почитается как народный герой.
Родился в Бранковине в семье князя Алексея Ненадовича, в 16-летнем возрасте был рукоположён в священники. Был одним из организаторов Первого сербского восстания в Валевском крае, военачальником и политиком. Путешествовал по России и вместе с первым созданным им отрядом повстанцев неоднократно заходил на территорию Австрийской империи, чтобы обеспечить себя оружием и боеприпасами. Командовал отрядами повстанцев при освобождении Валева и Шабаца в 1804 году, Карановаца (ныне Кралево) и Ужице в 1805 году и отрядом кавалерии в битве при Мишаре в 1806 году. С 1805 по 1807 год был первым президентом Правительствующего совета и с 1807 по 1811 год его членом, затем тамнавским воеводой и совместно с Лукой Лазаревичем командующим повстанческими силами на Дрине.
Во время османских операций против Сербии в 1813 году командовал вместе с Симой Марковичем повстанцами на фронте от Лозницы до устья Дрины. После падения Сербии бежал в Австрийскую империю, а в период 1814—1815 годов пытался собрать как можно больше сил для борьбы Сербии против Турции. После начала Второго сербского восстания возвратился в Сербию, стал валевским князем и членом Народной канцелярии. Из-за разногласий относительно методов командования с князем Милошем вышел в 1832 году в отставку. В 1838 году был членом комиссии по составлению законов для Сербии, в 1839 году стал членом новообразованного Державного совета, но из-за разногласий с князем Михаилом был вынужден в 1840 году покинуть Сербию. После того как в 1842 году князем Сербии стал Александр Карагеоргиевич, стал при нём государственным советником; в 1844 году со своими людьми подавил катанское восстание против власти князя; вышел в отставку в 1852 году. Некоторое время был профессором в Белградском лицее. Скончался в Валево.
Против правил православной церкви, но по воле князя Милоша, был женат дважды; от второй жены родился сын Любомир, будущий известный сербский писатель, издатель воспоминаний отца под заглавием «Мемоари Проте Матeje Ненавидовића» (Белград; 1867).